# Karin Böllert
Karin Böllert (* 9. Juli 1958 in Oberhausen) ist eine deutsche Erziehungswissenschaftlerin.

## Werdegang
1985 legte Karin Böllert die Diplomprüfung in Erziehungswissenschaft mit dem Schwerpunkt Sozialarbeit/Sozialpädagogik an der Universität Bielefeld ab. Nach der Promotion 1992 zum Dr. phil. an der Fakultät für Pädagogik der Universität Bielefeld war sie von 1996 bis 2001 Professorin für Sozialpädagogik an der Universität Rostock. Seit 2001 ist sie Professorin für Erziehungswissenschaft mit dem Schwerpunkt Sozialpädagogik an der Universität Münster.
Ihre Forschungsschwerpunkte sind Theorieentwicklung der Sozialpädagogik im Kontext gesellschaftlicher Modernisierungsprozesse, Soziale Arbeit / Sozialpolitik und Sozialer Wandel, Kinder- und Jugendhilfe, Disziplin- und Professionspolitik und soziale Dienste und Glaubensgemeinschaften.
Seit 2012 ist sie Vorsitzende der Arbeitsgemeinschaft für Kinder- und Jugendhilfe (AGJ), zudem war sie Mitglied im Bundesjugendkuratorium und stellvertretende Vorsitzende des Beirates des Nationalen Zentrums Frühe Hilfen (NZFH).
Karin Böllert ist in der 20. Legislaturperiode des Deutschen Bundestages berufen als Mitglied der Kommission der Bundesregierung zur Erstellung des 17. Kinder- und Jugendberichts.

## Schriften (Auswahl)
- Böllert Karin: Zwischen Intervention und Prävention. Eine andere Funktionsbestimmung sozialer Arbeit. Berlin 1995, ISBN 3-472-01942-5.
- mit Nicole Alfert und Mark Humme (Hrsg.): Soziale Arbeit in der Krise. Wiesbaden 2013, ISBN 3-531-18506-3.
- mit Martin Wazlawik (Hrsg.): Sexualisierte Gewalt. Institutionelle und professionelle Herausforderungen. Wiesbaden 2014, ISBN 3-531-18529-2.
- mit Carolin Ehlke, Senka Karic, Christoph Muckelmann, Nina Oelkers und Wolfgang Schröer: Soziale Dienste und Glaubensgemeinschaften. Eine Analyse regionaler Wohlfahrtserbringung. Weinheim 2017, ISBN 3-7799-3672-0.
- Böllert Karin (Hrsg.): Kompendium Kinder- und Jugendhilfe. Wiesbaden 2018, ISBN 978-3-531-18530-9.